# 无毛长圆叶梾木
无毛长圆叶梾木（学名：Swida oblonga var. glabrescens）为山茱萸科梾木属下的一个变种。

## 扩展阅读
- 維基物種上的相關：无毛长圆叶梾木